# Бану Каси
Бану Каси (исп. Banu Qasi; «сыновья Кассия») — семья (династия) правителей-муваладов, владевших в VIII—X веках землями на правом берегу реки Эбро (современная Испания). Достигнув своего наибольшего влияния в середине IX века, эта семья объединила в это время под своей властью почти все территории, занятые мусульманами в северо-восточной части Пиренейского полуострова. Главы семьи Бану Каси были единственными в Омейядской Испании правителями (кроме самих эмиров и халифов), для обозначения порядка правления которых в современной исторической науке применяются числительные определения.

## Династия
Родоначальником семьи Бану Каси был вестготский граф Кассий, по которому она и получила своё название (Бану Каси по-арабски значит «сыновья Кассия» ).
В 714 году Кассий, вероятно, имевший титул графа (в качестве его возможного владения упоминаются Арнедо, Борха или Эхеа), после арабского завоевания Пиренейского полуострова перешёл в ислам с целью сохранения своих владений. В 714—715 годах он вместе с другими знатными вестготами совершил поездку в Дамаск, где лично принёс присягу верности одному из халифов-Омейядов (Валиду I или Сулейману).
Получив разрешение от халифа на сохранение своих владений, Кассий вернулся в Испанию, где он, а затем его сын Фортун ибн Каси, стали управлять областью на правом берегу реки Эбро сначала как вассалы вали Аль-Андалуса, а потом эмира Кордовы. Не принадлежа ни к арабской, ни к берберской партиям, Бану Каси оказывали помощь правителям эмирата в борьбе против многочисленных мятежников. Сын Фортуна ибн Каси, Муса I ибн Фортун был убит в 788/789 или 802 году при подавлении мятежа в Сарагосе, а его сын Мутарриф ибн Муса — в 799 году при про-франкском восстании в Памплоне.
Муса I ибн Фортун был женат на женщине, которая, согласно «Кодексу Роды» и хронике историка Ибн Хаййана, состояла также в браке и с одним из вождей басков, Иньиго Хименесом. Точно не установлено, какой из этих браков был первым, а какой — вторым, однако известно, что сыном Мусы I от этого брака и его наследником на посту главы семьи был Муса II ибн Муса, а сыном Иньиго Хименеса — король Памплоны Иньиго Ариста. Близкое родство двух этих правителей обусловило тесный союз между Бану Каси и Наваррой, определивший историю Пиренейского региона в следующие 50 лет.
Первые сведения о деятельности Мусы II относятся к 820-м годам, когда он вместе с королём Памплоны и графом Арагона участвовал в войнах с Франкским государством, в том числе, в так называемой «второй Ронсевальской битве» (824 год), которая позволила Наварре и Арагону добиться полной независимости от франков.
В 838 году начинаются походы Мусы ибн Мусы против христиан Астурии, Кастилии и Алавы. Однако в начале 840-х годов Муса, являвшийся вали Туделы, вступил в конфликт с эмиром Абд ар-Рахманом I и неоднократно участвовал в мятежах, наиболее крупные из которых были в 842—844, 847 и 850 годах. Все мятежи заканчивались примирением Мусы II с правителем Кордовы и участием войск Бану Каси в войнах с врагами эмирата.
Среди наиболее крупных побед Мусы II ибн Мусы — разгром в 844 году войска норманнов, напавших на Севилью, победа в 851 или 852 году над королём Астурии Ордоньо I в битве при Альбельде, за что Муса получил от эмира титул вали Сарагосы, и разорение Барселонского графства в 856 году. К этому времени «Хроника Альфонсо III» относит сообщение, согласно которому: «…Из-за этих побед, Муса возгордился настолько, что велел своим людям называть его третьим королём Испании…».
856 год является годом наибольшего могущества семьи Бану Каси за всю историю её существования. К концу 850-х годов под властью Мусы II и членов его семьи находились почти все владения мусульман в северо-восточной части Пиренейского полуострова, включая города Тудела, Сарагоса, Уэска и Толедо. Однако разрыв в 859 году дружественных отношений с королём Памплоны Гарсией I Иньигесом и вызванное этим заключение союза между Наваррой и Астурией, привели к изменению баланса сил в регионе реки Эбро: уже в 859 году Муса II ибн Муса потерпел сокрушительное поражение от астурийско-наваррского войска во второй битве при Альбельде, а в 862 году умер от ран, полученных в схватке с собственным зятем. С этого момента начался упадок влияния Бану Каси.

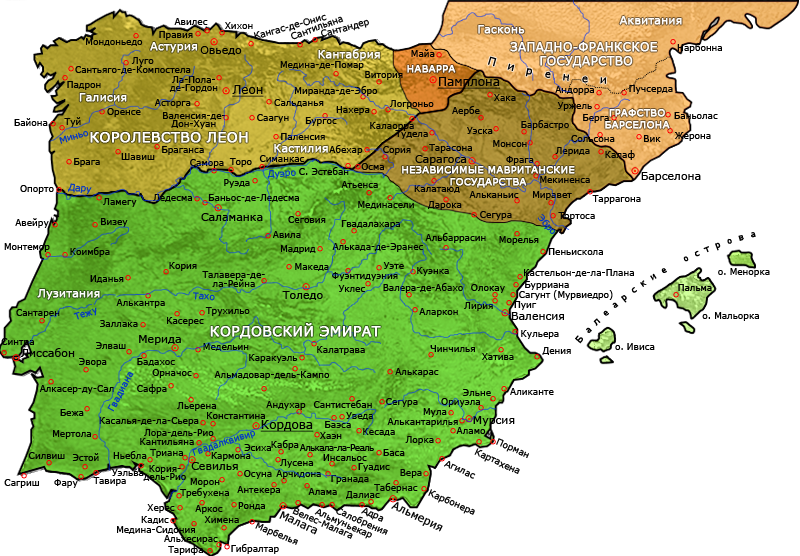
Пиренейский полуостров в начале X века.

Преемниками Мусы II в качестве главы семьи стали сначала его сын, вали Толедо Лубб I ибн Муса, а затем внук, Мухаммад I ибн Лубб, при которых произошло дробление владений Бану Каси между членами династии.
В это же время происходят и многочисленные мятежи Бану Каси против власти эмира Кордовы: вали Сарагосы Исмаил ибн Муса не признавал над собой власти халифа в течение 10 лет (872—882 годы), крупное восстание сыновей Мусы произошло в 872—873 годах, а Мухаммад I ибн Лубб вёл войну с эмиром Мухаммадом I в 883—884 годах. Стремясь ограничить власть Бану Каси в северо-восточных районах своего государства, эмир наделил здесь владениями их врагов, семью Туджибидов, постоянно конфликтовавших с Бану Каси. Полное примирение Бану Каси и эмира Кордовы произошло только в 898 году, уже при новом главе семьи, Луббе II ибн Мухаммаде, на условиях признания эмиром Абдаллахом за Бану Каси всех их владений.
Конец IX—начало X веков были периодом последнего кратковременного подъёма влияния Бану Каси в регионе реки Эбро. Это, в основном, было обусловлено новыми успехами членов семьи в войнах с христианами Кастилии, Наварры и Алавы. В 897 году Лубб II ибн Мухаммад, тогда ещё вали Лериды, во время нападения на Барселонское графство в битве лично нанёс смертельную рану графу Вифреду I Волосатому, а опустошительные вторжения войск Бану Каси в Наварру заставили её короля Фортуна Гарсеса признать себя вассалом Кордовского халифата.
Ситуация изменилась в 905 году с момента восшествия на престол Наварры короля Санчо I Гарсеса, заключившего союз с королями Леона, сначала с Гарсией I, а затем с Ордоньо II. Союзники начали активные военные действия против мусульман, почти каждый год совершая походы во владения Бану Каси. Уже в 907 году во время одного из ответных походов в Наварру Лубб II ибн Мухаммад попал в засаду, устроенную Санчо I, и погиб.
Его брат и преемник на посту главы семьи, Абдаллах ибн Мухаммад, в 915 году попал в плен к королю Наварры и скончался через два месяца после освобождения. Это позволило наваррцам отвоевать у Бану Каси ряд важных крепостей и городов, в том числе, Каркар (909), Монхардин (910) и Арнедо (918). Несмотря на поражение, которое потерпели войска Санчо I и Ордоньо II от эмира Абд ар-Рахмана III в битве при Вальдехункере в 920 году, и потерю ряда крепостей, христиане продолжили завоевания и в 923 году король Леона захватил Нахеру, а король Наварры — Калаорру, Арнедо и Вигеру, в последнем взяв в плен и казнив главу Бану Каси Мухаммада II ибн Абдаллаха.
В 924 году новый глава семьи, Мухаммад III ибн Лубб, под властью которого остались только изолированные друг от друга районы вокруг городов Тудела и Монсон, был лишён своих владений эмиром Абд ар-Рахманом III. Ещё в течение нескольких лет члены Бану Каси продолжали выполнять различные поручения эмира, однако на рубеже 930-х — 940-х годов сведения о них перестают попадать в исторические хроники и о дальнейшей судьбе династии ничего не известно.

## Краткое родословие Бану Каси
I. Кассий (первая половина VIII века) — родоначальник семьи Бану Каси; граф, вероятно, Арнедо, Борхи или Эхеа
II. Фортун ибн Каси (родился до 714) — глава семьи Бану Каси, владелец, вероятно, Арнедо или Борхи. Брак: Аиша, дочь вали аль-Андалуса Абд аль-Азиза ибн Мусы и Эгилоны, вдовы короля вестготов Родериха
III. Муса I ибн Фортун (убит в 788/789 или 802) — глава семьи Бану Каси, вали Туделы (до 788/789) и Сарагосы (788/789). Брак: 1. неизвестная; 2. неизвестная, также жена Иньиго Хименеса
IV. Мутарриф ибн Муса (убит в феврале 799) — вали Памплоны (788/798—799)
IV. Муса II ибн Муса (умер 26 сентября 862) — глава семьи Бану Каси (788/789 или 802—862), вали Туделы (до 842 и 843—862) и Сарагосы (841—842 и 852—860). Браки: 1. Ассона, дочь Иньиго Аристы; 2. Маймона, дочь Захира ибн Фортуна из Бану Каси
V. Лубб I ибн Муса (умер 27 апреля 875) — глава семьи Бану Каси (862—875), вали Толедо (859—873 и 874—875) и Туделы
VI. Мухаммад I ибн Лубб (убит в 897) — глава семьи Бану Каси (875—897), вали Толедо (875—?), Туделы (882—897) и Сарагосы (882—884)
VII. Лубб II ибн Мухаммад (погиб 30 сентября 907) — глава семьи Бану Каси (897—907), вали Лериды (889—?) и Туделы (897—907)
VIII. Мухаммад III ибн Лубб (убит в 929) — глава семьи Бану Каси (923—?), вали Туделы (923—924)
VII. Абдаллах ибн Мухаммад (умер в 915) — глава семьи Бану Каси (907—915), вали Туделы (907—915) и Лериды (907—?)
VIII. Мухаммад II ибн Абдаллах (убит в 923) — глава семьи Бану Каси (915—923), вали Туделы (915—923)
VIII. Уррака — жена (с 924) короля Леона Фруэлы II Прокажённого
VII. Мутарриф ибн Мухаммад (убит в 916) — вали Толедо (903—916)
V. Мутарриф ибн Муса (казнён в 873) — вали Туделы (871—873). Брак: Фаласкита (Веласкита)
V. Исмаил ибн Муса (умер в 889) — вали Сарагосы (872—882) и Лериды (?—889)
V. Фортун ибн Муса — вали Туделы (?—882)
VI. Исмаил ибн Фортун — вали Туделы (882)
V. Ория (Уррака) — жена короля Памплоны Гарсии I Иньигеса
II. Абу Таур (упоминается в 778) — вали Уэски
II. Абу Салама — родоначальник семьи Бану Салама